# Попис становништва 2003. у Црној Гори
Попис становништва 2003. у Црној Гори је обављен од 1. до 15. новембра 2003. године у складу са међународним препорукама, а у циљу утврђивања статистичких података о становништву, домаћинствима и становима у „критичном моменту пописа“ 31. октобра 2003. године у 24:00 часова.

## Резултати пописа
Укупан број становника Црне Горе према попису из 2003. је 620145.
| Етнички састав према попису из 2003.‍ | Етнички састав према попису из 2003.‍ | Етнички састав према попису из 2003.‍ | Етнички састав према попису из 2003.‍ | Етнички састав према попису из 2003.‍ |
| ------------------------------------ | ------------------------------------ | ------------------------------------ | ------------------------------------ | ------------------------------------ |
|                                      |                                      |                                      |                                      |                                      |
| Црногорци                            | Црногорци                            |                                      | 267.669                              | 43,16%                               |
| Срби                                 | Срби                                 |                                      | 198.414                              | 31,99%                               |
| Бошњаци                              | Бошњаци                              |                                      | 48.184                               | 7,77%                                |
| Албанци                              | Албанци                              |                                      | 31.163                               | 5,03%                                |
| Муслимани                            | Муслимани                            |                                      | 24.625                               | 3,97%                                |
| Хрвати                               | Хрвати                               |                                      | 6.811                                | 1,10%                                |
| Роми                                 | Роми                                 |                                      | 2.601                                | 0,42%                                |
| Југословени                          | Југословени                          |                                      | 1.860                                | 0,30%                                |
| Македонци                            | Македонци                            |                                      | 819                                  | 0,13%                                |
| Словенци                             | Словенци                             |                                      | 415                                  | 0,07%                                |
| Мађари                               | Мађари                               |                                      | 362                                  | 0,06%                                |
| Руси                                 | Руси                                 |                                      | 240                                  | 0,04%                                |
| Египћани                             | Египћани                             |                                      | 225                                  | 0,04%                                |
| Италијани                            | Италијани                            |                                      | 127                                  | 0,02%                                |
| Немци                                | Немци                                |                                      | 118                                  | 0,02%                                |
| остали                               | остали                               |                                      | 2.180                                | 0,35%                                |
| неизјашњени                          | неизјашњени                          |                                      | 26.906                               | 4,34%                                |
| регионално                           | регионално                           |                                      | 1.258                                | 0,20%                                |
| непознато                            | непознато                            |                                      | 6.168                                | 1,00%                                |

## Публикације
Обрађени резултати пописа су представљени у књигама едиције „Књиге резултата Пописа 2003. године“ којих има укупно 27 и које се издају од 2004. године. Објављено је 20 књига у области Становништво, 4 књиге у области Становање и 3 књиге из области Пољопривреда.

## Етничке карте
- Етнички састав становништва Црне Горе 2003. године - подаци по насељима
- Етнички састав Црне Горе по насељима 2003. године
- Етнички састав Црне Горе по насељима 2003. године
- Удео Црногораца у Црној Гори по насељима 2003. године
- Удео Срба у Црној Гори по насељима 2003. године
- Удео Бошњака у Црној Гори по насељима 2003. године
- Удео Албанаца у Црној Гори по насељима 2003. године
- Етнички састав Црне Горе по општинама 2003. године